# Sam-Vitalcare-Dynatek
Das Team Sam-Vitalcare-Dynatek ist ein italienisches Radsportteam mit Sitz in Montappone.

## Organisation und Geschichte
Seit Anfang der 2000er Jahre ist Work Service im Nachwuchsbereich des Radsports aktiv. Ergänzend dazu wurde zur Saison 2020 ein UCI Continental Team ins Leben gerufen. Die Fahrer des Teams gehören zum größten Teil der U23 an und nehmen vorrangig an Rennen der UCI Continental Circuits und des nationalen Kalenders teil. Prominentes Teammitglied war Davide Rebellin, der in den letzten beiden Jahren seiner Karriere bis kurz vor seinem Unfalltod für das Team fuhr und als Mentor tätig war.
Die ersten beiden und bisher einzigen internationale Erfolge erzielte für das Team Riccardo Lucca in der Saison 2022 beim Adriatica Ionica Race und Giro della Regione Friuli Venezia Giulia. 2024 blieb das Team ohne einen einzigen UCI-Ranglistenpunkt. Zur Folgesaison wurde das Team komplett erneuert, nur zwei der 17 Fahrer aus dem Jahr 2024 blieben in der Mannschaft.

## Erfolge pro Saison
| Rennserie                 | 2020 | 2021 | 2022 | 2023 | 2024 |
| ------------------------- | ---- | ---- | ---- | ---- | ---- |
| UCI ProSeries             | -    | -    | -    | -    | -    |
| UCI Continental Circuits  | -    | -    | 2    | -    | -    |
| nationale Meisterschaften | -    | -    | -    | -    | -    |

## Platzierungen in der UCI-Weltrangliste
| World Ranking | World Ranking | World Ranking           | World Ranking |
| Jahr          | Teamwertung   | Einzelwertung           |               |
| ------------- | ------------- | ----------------------- | ------------- |
| 2020          | 123.          | Paolo Totò (815. )      |               |
| 2021          | 106.          | Davide Rebellin (601. ) |               |
| 2022          | 138.          | Riccardo Lucca (1126. ) |               |
| 2023          | 187.          | Kevin Rivera (1567. )   |               |
| 2024          | —             | —                       |               |
|               |               |                         |               |
| Quelle: UCI   |               |                         |               |